# 陳循內閣
陳循內閣成立於正統十四年八月十五日（1449年9月1日），結束於天順元年正月二十二日（1457年2月16日）。是明代宗統治下的唯一一個內閣，由時任戶部尚書陳循組閣。
陳循內閣任內，因受賄故支持東宮易主，代宗遂廢原太子朱見深為沂王（明英宗之子），冊立己子朱見濟為皇太子，惟朱見濟於景泰四年二月十二日（1453年3月21日）夭折，陳循內閣卻自此與幽禁南宮的太上皇英宗結怨。
景泰八年正月十七日（1457年2月11日），英宗復辟，十五日改元天順。二十二日，英宗將首輔陳循充軍鐵嶺衛；同日由次輔高穀暫代首輔職務。

## 組閣過程
正統十四年八月十五日，英宗在土木堡之變被瓦剌首領也先俘虜，內閣首輔曹鼐、大學士張益在亂軍中陣亡，同日由留守京師的次輔陳循接任首輔。八月二十八日（9月14日），時任監國的郕王朱祁鈺任命修撰商輅、彭時入閣輔政。九月六日（9月22日），朱祁鈺即皇帝位，是為代宗，陳循內閣正式成形。
景泰年間，王文以左都御史進吏部尚書入閣，自此以後，誥敕房、制敕房俱設中書舍人，六部承奉意旨，內閣權力日益增強。

## 內閣成員
| 職位   | 姓名   | 備注                                                                                     |
| ------ | ------ | ---------------------------------------------------------------------------------------- |
| 首輔   | 陳循   | 曹鼐內閣續任                                                                             |
| 次輔   | 苗衷   | 曹鼐內閣續任，景泰元年（1450年）辭職                                                     |
| 次輔   | 高穀   | 曹鼐內閣續任                                                                             |
| 大學士 | 商輅   |                                                                                          |
| 大學士 | 彭時   | 景泰元年出閣守喪                                                                         |
| 大學士 | 俞綱   | 景泰元年入閣，隨即離職                                                                   |
| 大學士 | 江淵   | 景泰元年入閣，景泰三年（1452年）出閣守喪，景泰四年（1453年）復職，景泰六年（1455年）離職 |
| 大學士 | 王一寧 | 景泰二年（1451年）入閣，次年逝世                                                         |
| 大學士 | 蕭鎡   | 景泰二年入閣                                                                             |
| 大學士 | 王文   | 景泰三年入閣，次年出閣守喪，同年復職                                                     |